# Лиженков Валерій Веньямінович
Валерій Веньямінович Лиженков (рос. Валерий Вениаминович Лыженков; нар. 9 липня 1964) — радянський та російський футболіст казахського походження, захисник та півзахисник.

## Життєпис
Вихованець ДЮСШ «Шахтар» (Караганда). У першості СРСР грав за команди другої ліги «Шахтар» Караганда (1982-1984, 1989), «Нафтовик» Фергана (1984-1985), «Селенга» Улан-Уде (1985-1988), «Екібастузець» Екібастуз (1990), «Зірка» Іркутськ (1991).
У першості Росії грав у першій лізі (1992—1996) та другому дивізіоні (1997—1999) за «Зірку» (1992—1997) та «Селенгу» (1998—1999). У першості КФК виступав у складі клубу «Енергіс» Іркутськ (2001-2002).